# Forcipomyia borealis
Forcipomyia borealis är en tvåvingeart som beskrevs av Remm 1966. Forcipomyia borealis ingår i släktet Forcipomyia och familjen svidknott. Inga underarter finns listade i Catalogue of Life.